# Всё это рок-н-ролл (альбом)
«Всё это рок-н-ролл» — кавер-альбом, выпущенный советской и российской рок-группой «Бригада С» в 1992 году. В его основу легли ремейки композиций различных авторов и исполнителей, в том числе кавер на песню Константина Кинчева и группы «Алиса» «Всё это рок-н-ролл», давшую альбому название и исполненную при участии нынешних легенд русского рока.

## История создания
В 1989 году «Бригада С» распалась на два коллектива: непосредственно «Бригаду С», лидером которой оставался Гарик Сукачёв, и «Бригадиры», где роль фронтмена была отведена бывшему бас-гитаристу «Бригады» Сергею Галанину. В 1991 году Галанин вернулся в группу, что дало толчок к новому витку совместного творчества. Альбом «Всё это рок-н-ролл» стал первым, записанным после воссоединения отцов-основателей.
Релиз осуществила компания «FeeLee Records». В 1992 году альбом вышел на виниловых пластинках, компакт-дисках и магнитофонных кассетах. К тому времени музыканты «Бригады С» уже записали альбом «Реки», однако не спешили с его выпуском, поскольку готовили масштабную акцию с участием звёзд отечественного рока.
На лицевой и оборотной стороне двойного конверта нет ничего, кроме логотипа группы. Зато на развороте — огромное количество фотографий лиц главных рокеров России с примкнувшей к ним Джоанной Стингрей и все выходные данные. Диск вышел тиражом в 5000 экземпляров, и сегодня его принято относить к разряду редких.
Акция «Всё это рок-н-ролл» прошла в московском ДК Горбунова, в ней приняли участие группы «Бригада С», «ДДТ», «Алиса», «Ва-Банкъ» и другие. Мероприятие было снято на видео и позже показано в «Программе А». Несмотря на то, что долгое время ходили разговоры о том, что акция будет издана сначала на VHS, а потом на DVD в полном виде, этого до сих пор не произошло.
Специально для продажи на концерте, «FeeLee Records» подготовила одноимённый виниловый сингл-миньон. Он был выпущен маленьким тиражом и довольно быстро стал раритетом. В него вошли две композиции — «Всё это рок-н-ролл» и «Have You Ever Seen The Rain?».
Альбом «Все это рок-н-ролл» можно назвать одним из первых в отечественном рок-н-ролле сборником кавер-версий и одной из самых известных работ «Бригады С». Он также стал первым в истории группы, где ни Гарик Сукачёв, ни Сергей Галанин не являются авторами ни одной композиции. Материал альбома составляют их любимые песни, которые они пожелали исполнить и таким способом отдать дань уважения их авторам. На заглавную композицию был также снят видеоклип, в котором удалось собрать весь цвет отечественной рок-музыки.

## Список композиций
| №  | Название                                            | Автор(ы)          | Оригинальный исполнитель     | Длительность |
| -- | --------------------------------------------------- | ----------------- | ---------------------------- | ------------ |
| 1. | «Всё это рок-н-ролл»                                | Константин Кинчев | Алиса                        | 4:25         |
| 2. | «По дороге разочарований»                           | Алексей Романов   | Воскресение                  | 4:40         |
| 3. | «Have You Ever Seen the Rain?»                      | Джон Фогерти      | Creedence Clearwater Revival | 3:24         |
| 4. | «Поплачь о нём» (совместно с Владимиром Шахриным)   | Владимир Шахрин   | Чайф                         | 5:55         |
| 5. | «Серый голубь» (совместно с Александром Ф. Скляром) | Пётр Мамонов      | Звуки Му                     | 2:51         |
| 6. | «Верь моим словам»                                  | Майк Науменко     | Зоопарк                      | 4:11         |
| 7. | «Банька по-белому»                                  | Владимир Высоцкий | Владимир Высоцкий            | 8:17         |
| 8. | «Telephone Call from Istanbul»                      | Том Уэйтс         | Том Уэйтс                    | 4:16         |

## Участники записи
Запись альбома проходила на студии «SNC Records» в декабре 1991 года.
- Гарик Сукачёв — вокал, гитара, баян, клавишные, маримба
- Сергей Галанин — бас-гитара, вокал
- Кирилл Трусов — гитары
- Рушан Аюпов — клавишные, баян, вокал
- Игорь Ярцев — барабаны
- Алексей Ермолин — саксофон
- Максим Лихачёв — тромбон
- Пётр Тихонов — труба

### Приглашённые музыканты
- Сергей «Боров» Высокосов — гитара, вокал (1)
- Игорь «Чума» Чумычкин — гитара (1)
- Сергей Воронов — гитара (1)
- Владимир Голоухов — маримба, виброфон, ксилофон, шейкер, кабаса (1)
- Константин Кинчев — вокал (1)
- Джоанна Стингрей — вокал (1)
- Александр Ф. Скляр — вокал (1, 5)
- Владимир Шахрин — вокал (1, 4)
- Вячеслав Бутусов — вокал (1)
- Юрий Шевчук — вокал (1)

## Детали издания
- Группе «Бригада С» удалось сделать некоторым песням более удачные аранжировки, чем оригинальные. Так, например, произошло с песней группы «Чайф» «Поплачь о нём», до этого выпущенной на альбоме «Не беда» в сильно отличающемся исполнении.

Я спросил, возьмёт ли он (Сукачёв) чайфовские, и он сказал: «Да, я подумал, давай возьмём „Поплачь о нём“». И записал её сам с дудками и так далее. Я вызвал Шахрина послушать то, что получилось. Гарик говорит: «Сейчас ты о***ешь! Давай врубай, Олежка!» И тут Вова просто сел на стул от ужаса: «Ну что ты с ней сделал? Что это за гимн? Это же шёпотом поётся, тихонечко. Это же всё опускается вниз, и в горле комок, а ты здесь дудки какие-то ввинтил!» Тут надо отдать должное Гарику, который, конечно, был большим авторитетом для Шахрина, суперзвездой (Вовка тогда ещё ей не был). Гарик его обнял и сказал: «Вован, ты просто ещё не знаешь, какую ты песню написал. Это гимн поколения!» Вовка не стал спорить. На сегодняшний день она исполняется именно так, как её сделал Гарик. Вовка увидел, что народ её именно такой и воспринимает и что фраза «сегодня умрёшь, завтра скажут — поэт» — это действительно настоящая песня того поколения.— Дмитрий Гройсман
- Песня «Банька по-белому» также вошла в трибьют-альбом «Мой Высоцкий» Гарика Сукачёва. Более того, она стала предшественницей проекта «Странные скачки», появившегося в 1994 году. По каким-то причинам, Сукачёв не принял участие в этой работе[1].
- Оригинальное издание альбома «Всё это рок-н-ролл» на CD встречается намного реже, чем виниловая версия, а его оформление выглядит гораздо скромнее[1].